# Кадишев Степан Іванович
Степа́н Іва́нович Ка́дишев (9 березня 1911, село Владимировка, тепер Лукояновського району Нижньогородської області, Російська Федерація — 10 листопада 1974, місто Москва, тепер Російська Федерація) — радянський діяч, голова Ради народного господарства Середньоазіатського та Узбецького економічних районів, перший заступник міністра авіаційної промисловості СРСР. Герой Соціалістичної Праці (2.03.1962).

## Життєпис
Народився в селянській родині.
У 1932 році закінчив Горьковський індустріальний інститут.
У 1932—1944 роках — технолог цеху, начальник виробничої дільниці, начальник філіалу авіаційного заводу імені Серго Орджонікідзе міста Горького.
Член ВКП(б) з 1941 року.
У 1944—1945 роках — головний інженер заводу № 467 міста Павлове Горьковської області.
У грудні 1945—1956 роках — директор заводу № 467 міста Павлове Горьковської області.
У 1956—1963 роках — директор Ташкентського авіаційного заводу № 84 імені Чкалова Узбецької РСР.
Указом («закритим») Президії Верховної Ради СРСР від 2 березня 1962 року Степану Кадишеву присвоєно звання Героя Соціалістичної Праці за «видатні успіхи, досягнуті у справі організації серійного виробництва та випуску нової авіаційної техніки» з врученням ордена Леніна та золотої медалі «Серп і Молот» (№ 8262).
У лютому 1963 — грудні 1964 року — голова Ради народного господарства (раднаргоспу) Середньоазіатського економічного району.
30 грудня 1964 — 23 березня 1965 року — голова Ради народного господарства (раднаргоспу) Узбецького економічного району.
У 1965 — 10 листопада 1974 року — перший заступник міністра авіаційної промисловості СРСР
Помер 10 листопада 1974 року в Москві, похований на Новодівичому цвинтарі Москви.
Його ім'я присвоєно Павловському механічному заводу Горьковської (Нижньогородської) області.

## Нагороди
- Герой Соціалістичної Праці (2.03.1962)
- чотири ордени Леніна (12.07.1957; 2.03.1962; 22.07.1966; 25.10.1971)
- орден Трудового Червоного Прапора (6.12.1949)
- орден Червоної Зірки (16.06.1945)
- орден «Знак Пошани» (21.06.1943)
- медалі
- Сталінська премія (1951) — за серійне виробництво повітряного гвинта BЗ-Б.
- Державна премія СРСР (1973) — за серійне виробництво гідропідсилювача БУ-1У.